# افتن (تگزاس)
افتن (به انگلیسی: Afton) یک منطقهٔ مسکونی در ایالات متحده آمریکا است که در تگزاس واقع شده‌است. افتن ۷۷۲٫۹۸ متر بالاتر از سطح دریا واقع شده‌است.